# Boskamp
Boskamp – miasto w północnym Surinamie, w dystrykcie Saramacca, położone nad rzeką Coppename, na przeciwległym brzegu miasta Jenny, otoczone przez tropikalne lasy deszczowe.
Znaczącą rolę w gospodarce Boskamp pełni rybołówstwo.
Nazwa Boskamp, pochodząca z języka niderlandzkiego, znaczy "osada w lesie".